# 唐纳山县
唐纳山县（德語：Donnersbergkreis）是德国莱茵兰-普法尔茨州的一个县，以唐纳山命名，首府基希海姆博兰登。

## 地理
唐纳山县北面与巴特克罗伊茨纳赫县和阿尔蔡-沃尔姆斯县，南面与巴特迪克海姆县和凯撒斯劳滕县，西面与库瑟尔县相邻。